# Square Kilometre Array
O Square Kilometre Array (SKA) será o maior telescópio do mundo, capaz de captar ondas de rádio e  começou a ser construído em dezembro de 2022.
Quando estiver terminado, o Square Kilometre Array vai estar espalhado pela Austrália, Nova Zelândia, África do Sul e outros países africanos como Moçambique e talvez Angola. O consórcio internacional responsável por este projecto prevê que se gaste na construção 1500 milhões de euros até 2024. O SKA vai pôr milhares de antenas a perscrutar o universo para responder a questões fulcrais de física. O projecto quer ainda levar energia eléctrica e Internet a milhões de pessoas em África.
O SKA começou a ser concebido em 1991 e tem como membros a África do Sul, Austrália, Canadá, China, Holanda, Itália, Nova Zelândia, Reino Unido e Suécia. 
A África do Sul e a Austrália foram os dois países escolhidos para a sua instalação, e onde vai ficar a grande maioria dos instrumentos.
A ideia é instalar milhares de antenas e de discos, distribuídos ao longo de 3000 quilómetros de diâmetro, que vão captar ondas de rádio numa vasta gama de frequências. Com isso, espera-se mapear mil milhões de galáxias para tentar saber mais sobre, por exemplo, a matéria escura, que estará a acelerar cada vez mais a expansão do universo. O telescópio vai ainda procurar vestígios de moléculas orgânicas, que poderão indiciar vida noutros planetas.
Para a localização da infra-estrutura tinha de se escolher uma região remota, para que a captação de ondas rádio vindas do espaço tivesse o mínimo de interferências. Mas isso exigirá um esforço brutal. Não só para construir estradas e transportar materiais mas também para providenciar energia eléctrica e Internet. Em África, as estruturas do projecto vão estender-se até países como Moçambique (que receberá 40 antenas), Quénia ou o Gana.